# Infinite Interactive
A Infinite Interactive é uma desenvolvedora australiana de jogos eletrônicos sediada em Melbourne, Victoria. A empresa foi fundada em 1989 por Steve Fawkner, e é famosa por ter desenvolvido a série de jogos Warlords, e de recentemente ter produzido Puzzle Quest: Challenge of the Warlords.

## Jogos
- Warlords IV: Heroes of Etheria;
- Warlords Battlecry III;
- Puzzle Quest: Challenge of the Warlords;
- Neopets Puzzle Adventure;
- Puzzle Quest: Galactrix;
- Puzzle Kingdoms;
- Puzzle Chronicles;
- Puzzle Quest 2;
- Gems of War.